# Ana De Matos
Ana De Matos Carrasco (Lugo, España, 11 de enero de 1963), conocida también como DMatos, es una artista feminista española interdisciplinar cuyo trabajo analiza los arquetipos del poder mediante diversidad de técnicas como el grabado, la escultura, la fotografía el video e instalaciones.

## Formación
En el año 1986 obtiene la licenciatura en Bellas Artes (Dpto. de Escultura) por la Facultad de Bellas Artes de la Universidad Complutense de Madrid. A lo largo de los años asiste a cursos complementarios como en 1985/86 al curso de Creatividad Combinada en la escuela Madrileña de Cerámica de la Moncloa; en los años 1986/87 realiza los cursos de Aptitud Pedagógica en el Instituto de Ciencias de la Educación, Universidad Complutense de Madrid. 
En el año 1990 atiende al Seminario de cerámica: Hans Coper - Lucie Rie, y Bente Hansen y su obra, organizadas por el Department of Pottery en el Edinburgh College of Art. En el año 1991 se gradúa en Cerámica por la Escuela Oficial de Cerámica de Madrid, en el mismo año 1991 asiste al Seminario de Extensión Cultural "Españolas Ceramistas, Universidad Complutense de Madrid en San Lorenzo del Escorial. 
En 1992 asiste al curso "Problemas del arte en España en el siglo XX" en el Museo Nacional Centro de Arte Reina Sofía de Madrid y en 1993 realiza el curso de grabado en San Clemente, Excmo. Ayuntamiento de Sevilla.
Artista de una amplia formación en el año 2001 obtiene el grado de Doctor en Bellas Artes en el Departamento de Escultura por la Facultad de Bellas Artes de la Universidad Complutense de Madrid cuya tesis doctoral se titula: "Ensayo para el establecimiento de un vocabulario crítico del proceso cerámico".

## Trayectoria artística
Dada su plural formación, sus recursos artísticos se enlazan creando una obra multidisciplinar que oscila desde la técnica tradicional del grabado creando ediciones y libros ilustrados hasta instalaciones con creaciones "in-situ". Por el cuerpo de su obra gráfica,  fue reconocida en el año 2006 como "artista invitado" de la feria de Arte Gráfico Estampa De Matos experimentaba en esa época con retazos de grabados en tinta y bordados sobre lienzo, y realizó la pieza de video “Piezas Reales” ex profeso para la feria.
Son numerosísimas las exposiciones tanto individuales como colectivas que ha realizado entre las que se destacan la celebrada en el Museo Provincial de Lugo, donde la artista lucense presenta la obra de cabezas «vacías ausentes de pensamiento propio» en el año 2003.
La exposición "Territorios de locura y poder"  consta de varios capítulos Territorios de luz, Territorios de paz, Territorios de guerra en l Fundación Pilar i Joan Miró de Palma de Mallorca en el año 2005
Participa en la Feria Internacional de arte contemporáneo Arco 2008, en la sección que apuesta por las tendencias que exploran la influencia de la tecnología en el arte, "Expanded-Box". La Galería C5 compostelana presenta la obra de la artista lucense "Face to Face", en la que la artista contrapone el glamour de la pasarela frente a las imágenes de miles de mujeres produciendo en los talleres de China. Con la misma galería y el mismo año estrena la obra "series chinas" después de realizar 6 viajes a diferentes ciudades chinas para capturar mediante su cámara fotográfica y de video la tradición ancestral que realizan las mujeres.
Ese mismo año 2008 en el Instituto Cervantes de Milán y en el Instituto Cervantes de Roma (Sede Villa Albani) / Rome, Lazio, Italia presenta la obra el libro "Cuento de hadas".
El año 2011 presenta  ''Madonna de los deseos'' en la Capilla de la Misericordia, Consejo Insular de Mallorca, Palma de Mallorca.
En el Horno de la Ciudadela de Pamplona, presenta en el año 2014 la obra conceptual de vídeo y fotografía bajo el título "Summa contemporánea. Summis desiderantes affectibus" el fuego y la mujer, en el vídeo expuesto asocia imágenes sobre la Inquisición en sus juicios a mujeres acusadas de brujería y condenadas a la hoguera.
Entre sus exposiciones, caba citar la realizada en el año 2016 Bestiarum. Proyecto escultórico: intervención 'El carneiro alado de Ribadeo'. FISURAS NA VITRINA. ABRINDO A SALA DO TESOURO, Museo Provincial de Lugo, Lugo.
La exposición titulada "Formas de paraíso. Paradisaeidae y Palimpsesto", proyecto de intervención en torno al patrimonio, "Miradas y diálogos". Fondo del Museo de Granollers. Colaboración con Biel Mesquida, Museo de Granollers, Granollers, 2016.
En marzo de 2019, la instalación “Manos de bruja”, en El Museo Barjola, en Gijón, obra con la que la artista indaga en las raíces de la agresividad social y religiosa hacia la mujer en Europa.

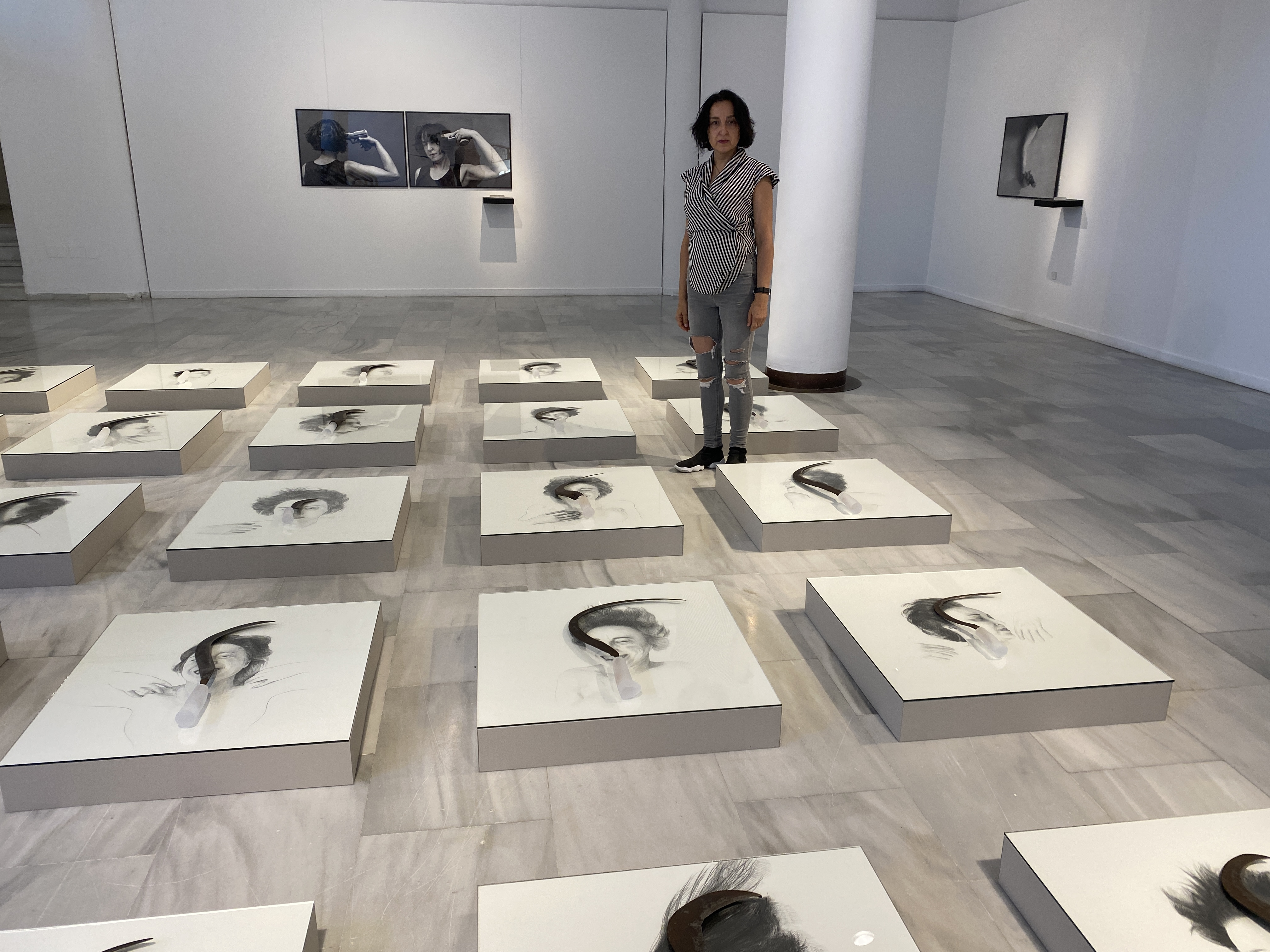
En su exposición "Autorretratos armas" en el Museo de Arte Contemporáneo en Vidrio de Madrid en 2022

En el año 2022 presenta en el Museo de Arte Contemporáneo en Vidrio de Alcorcón, Madrid, la exposición "Autorretratos Armas". En ella sus autorretratos realizados durante  el confinamiento por el Covid19, se muestran dibujos en muy diferentes expresiones, componiendo una instalación tipo mosaico sobre el suelo. Además de fotografías con las armas que construyó en vidrio.

## Premios y reconocimientos
Beca de Investigación para España (PLAN DE FORMACIÓN DEL PERSONAL INVESTIGADOR -SUBPROGRAMA GENERAL-) otorgada por Resolución de la Dirección General de Investigación Científica y Técnica, Ministerio de Cultura, 1988 1ª prórroga, 1989 2ª prórroga, 1990 3ª prórroga.
1988 Premio Nacional de carteles OLIO-FIAT.
1989 y 1990 Ayuda de Investigación en el extranjero (ESTANCIAS BREVES EN CENTROS EXTRANJEROS) Edimburgo y en Sheffield, (Reino Unido).
1992 Beca de pintura otorgada por el Excmo. Ayuntamiento de O Barco de Valedoras, Galicia. 
1993 Mención de Honra Pintura en el I Certamen de Artes Plásticas, Patronato de Cultura do Concello de Lugo.
Beca de Grabado y litografía. Excmo. Ayuntamiento de Sevilla , Sevilla.
1998 Primer Premio de Pintura en el Certame de Artes Plásticas, Patronato de Cultura do Concello de Lugo.
1999 Premio ESTAMPA ‘ 99 – Graphikpreis der Artothek – Madrid-Viena.
2001 Bourse de séjour à la Casa de Velázquez, Madrid.
2002 Primer premio de la XVII Biennal d’Eivissa , Museo de Arte contemporáneo de Ibiza, Islas Baleares. 
Mención honorífica en el X Premio Nacional de Grabado de la Calcografía Nacional, Madrid. 
Premio Fundación Pilar Banús, X Premios Nacionales MGEC , Málaga. 
2003 Premio, Villa de Madrid Lucio Muñoz , Madrid.
Beca de creación y experimentación Pilar Juncosa, Fundación Miró de Palma de Mallorca, Palma de Mallorca.
Mención de honor Premio Carmen Arozena 2003, La Palma. 
2010 Premio Julián Trincado, concedido por el Excmo. Ayuntamiento de La Coruña, 11 Mostra Internacional Gas Natural Fenosa, A Coruña. 

## Obras en museos instituciones y colecciones
Dormitory Authority of the State of New York. Bundeskanzleramt: Kunstsektion, Artothek, Austria. Museo Provincial de Lugo. Museo del Grabado Español Contemporáneo de Marbella, España. Museo de Arte Contemporáneo de Ibiza. Museo Carlos Maside, Sada. Museo Postal y Telegráfico, Madrid, España. Fundación Pilar y Joan Miró de Palma de Mallorca. Colección Rafael Tous d’ Art Contemporani. Colección Valdearte, Orense. Ayuntamiento de Lugo, Lugo. Biblioteca Nacional, Madrid. Chase Manhattan Bank, N. Y. Toyota Corporation, New York City and Tokio. Queensborough Community College Art Gallery/ CUNY, New York. Colección de la Comunidad de Madrid, Consejería de las Artes, Madrid. Centro de Arte dos de Mayo, Madrid.